# Севілл (Джорджія)
Севілл (англ. Seville) — переписна місцевість (CDP) в США, в окрузі Вілкокс штату Джорджія. Населення — 197 осіб (2020).

## Географія
Севілл розташований за координатами 31°57′39″ пн. ш. 83°36′2″ зх. д. / 31.96083° пн. ш. 83.60056° зх. д. (31.960953, -83.600641).  За даними Бюро перепису населення США в 2010 році переписна місцевість мала площу 2,23 км², з яких 2,20 км² — суходіл та 0,03 км² — водойми.

## Демографія
Згідно з переписом 2010 року, у переписній місцевості мешкали 202 особи в 85 домогосподарствах у складі 57 родин. Густота населення становила 91 особа/км².  Було 97 помешкань (43/км²).
Расовий склад населення:
| - 87,6 % — білих - 9,9 % — чорних або афроамериканців - 0,5 % — корінних американців - 2,0 % — осіб інших рас |

До двох чи більше рас належало 0,0 %. Частка іспаномовних становила 2,0 % від усіх жителів.
За віковим діапазоном населення розподілялося таким чином: 22,3 % — особи молодші 18 років, 61,4 % — особи у віці 18—64 років, 16,3 % — особи у віці 65 років та старші. Медіана віку мешканця становила 38,0 року. На 100 осіб жіночої статі у переписній місцевості припадало 108,2 чоловіків;  на 100 жінок у віці від 18 років та старших — 93,8 чоловіків також старших 18 років.
За межею бідності перебувало 43,2 % осіб, у тому числі 55,9 % дітей у віці до 18 років та 9,5 % осіб у віці 65 років та старших.
Цивільне працевлаштоване населення становило 22 особи. Основні галузі зайнятості: виробництво — 59,1 %, освіта, охорона здоров'я та соціальна допомога — 13,6 %.